# Micrathena coroico
Micrathena coroico là một loài nhện trong họ Araneidae.
Loài này thuộc chi Micrathena. Micrathena coroico được Herbert Walter Levi miêu tả năm 1985.